# Косамалоапан
Косамалоапан (исп. Cosamaloapan) — город в Мексике, входит в штат Веракрус, административный центр муниципалитета Косамалоапан-де-Карпио.

## История
В 1830 году поселение Косамалоапан получило статус городского (villa). В 1910 году официально утверждён городом (ciudad).